# Saints-en-Puisaye
Pour les articles homonymes, voir Saints et Puisaye.
Saints-en-Puisaye, anciennement Saints, est une commune française située en Puisaye dans le département de l'Yonne en région Bourgogne-Franche-Comté.

## Géographie

### Situation
Saints est situé au cœur de la Puisaye, dans la partie sud-ouest du département de l'Yonne, avec sa préfecture Auxerre à 38 km au nord-est, Saint-Fargeau à 17 km à l'ouest et Bonny-sur-Loire à 37 km ouest/sud-ouest. Saint-Amand-en-Puisaye est à 22 km au sud-ouest, Toucy à 16 km au nord.

### Transports

#### Routes
La commune n'est traversée que par de petites routes de campagne. La plus importante de celle-ci est la D85, qui traverse le village d'est en ouest en reliant Ouanne et Saint-Fargeau.
Le village est placé entre deux routes d'importance régionale : la départementale D965 d'Auxerre (autoroute A6) à Bonny (autoroute A77) passe au nord-ouest, et la nationale 151 d'Auxerre à La Charité-sur-Loire, Bourges et Châteauroux.

#### Autres
La gare de trains la plus proche est celle d'Auxerre.

### Hydrographie

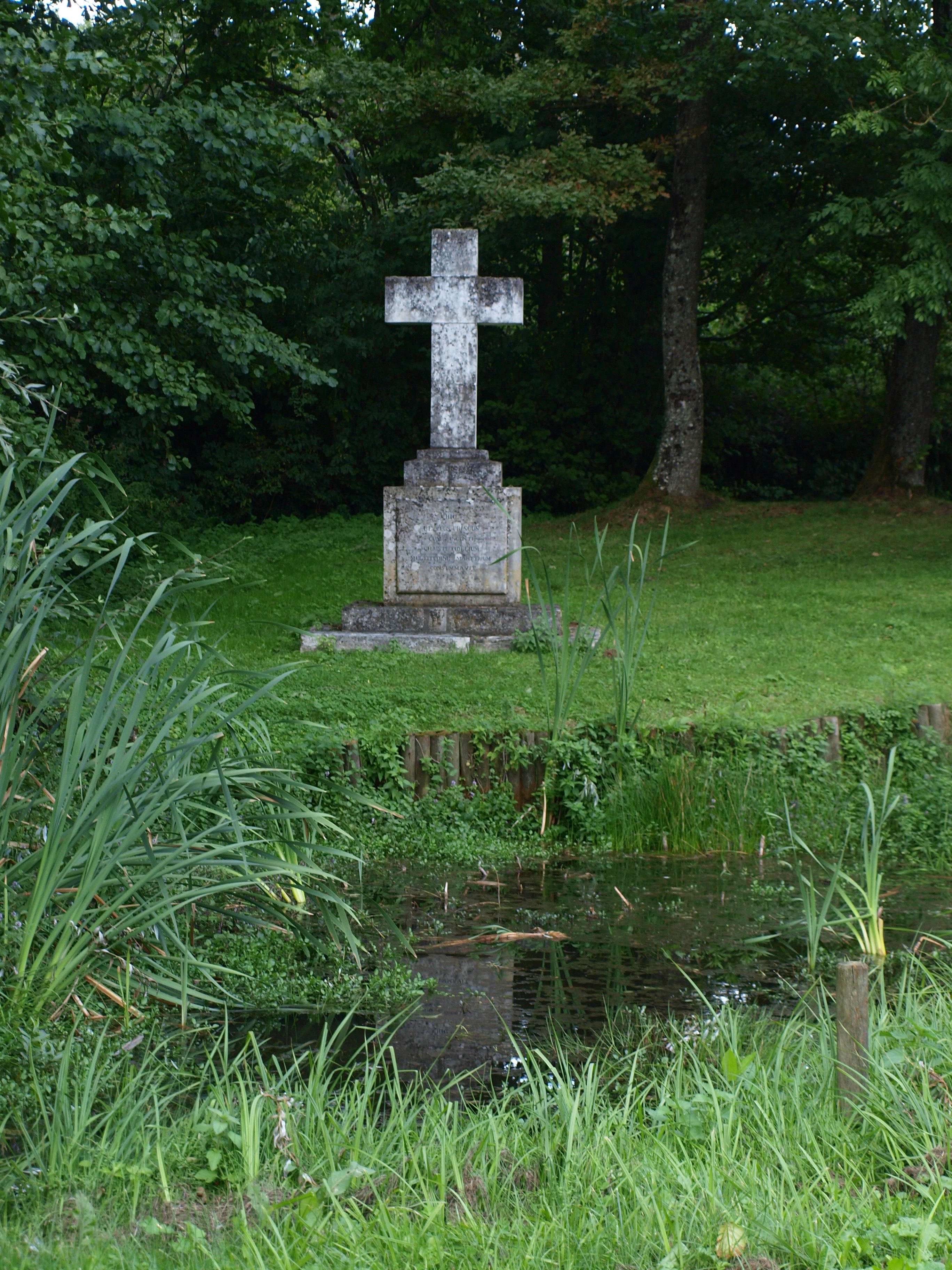
Source de Saint Prix

Le Branlin prend naissance dans le sud-ouest de la commune, vers le hameau des Robineaux de la Malrue. Il coule droit vers le nord, marquant sur environ 6,8 km toute la limite de commune côté ouest avec Saint-Sauveur. Ce faisant, il reçoit en rive droite son affluent le ru d'Ingeron, lui aussi né sur la commune de Saints à 1,5 km au nord-est de la source du Branlin.

Un petit ru saisonnier commence au hameau des Cueillis (nord de la commune), se dirige vers le nord-ouest et rejoint le Branlin aux Dupuits Bas en limite de commune.
Typique de la Puisaye, le terroir de la commune inclut de nombreux petits plans d'eau et zones humides, généralement de moins de 1 ha, y compris sur le cours du Branlin.

### Hameaux
La commune compte de nombreux hameaux et lieux-dits.
Sur la carte de Cassini, le hameau de la Chapelle est en deux parties : la Grande Chapelle et la Petite Chapelle.

Le hameau de Grand Banny vu depuis la D3 à l'est.
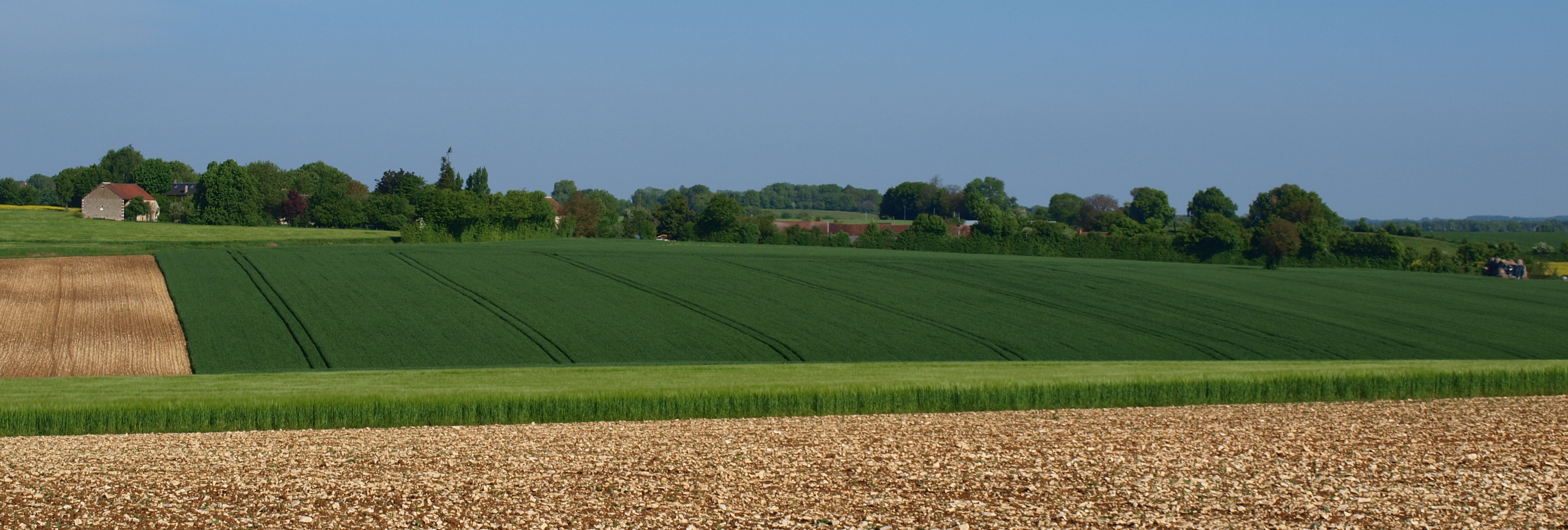

### Communes limitrophes
Dans la figure qui suit, les distances indiquées sont celles à vol d'oiseau. Les noms en gras sont ceux des communes limitrophes ; Saints-en-Puisaye en a sept :

### Climat
Pour des articles plus généraux, voir Climat de la Bourgogne-Franche-Comté et Climat de l'Yonne.
En 2010, le climat de la commune est de type climat océanique dégradé des plaines du Centre et du Nord, selon une étude du Centre national de la recherche scientifique s'appuyant sur une série de données couvrant la période 1971-2000. En 2020, Météo-France publie une typologie des climats de la France métropolitaine dans laquelle la commune est exposée à un climat océanique altéré et est dans la région climatique  Centre et contreforts nord du Massif Central, caractérisée par un air sec en été et un bon ensoleillement. 
Pour la période 1971-2000, la température annuelle moyenne est de 10,8 °C, avec une amplitude thermique annuelle de 15,7 °C. Le cumul annuel moyen de précipitations est de 835 mm, avec 12,8 jours de précipitations en janvier et 7,8 jours en juillet. Pour la période 1991-2020, la température moyenne annuelle observée sur la station météorologique de Météo-France la plus proche, « Moutiers_sapc », sur la commune de Moutiers-en-Puisaye à 7 km à vol d'oiseau, est de 11,0 °C et le cumul annuel moyen de précipitations est de 870,3 mm. 
La température maximale relevée sur cette station est de 41,3 °C, atteinte le 25 juillet 2019 ; la température minimale est de −20,2 °C, atteinte le 6 janvier 1971,,. 
Les paramètres climatiques de la commune ont été estimés pour le milieu du siècle (2041-2070) selon différents scénarios d'émission de gaz à effet de serre à partir des nouvelles projections climatiques de référence DRIAS-2020. Ils sont consultables sur un site dédié publié par Météo-France en novembre 2022.

## Urbanisme

### Typologie
Au 1er janvier 2024, Saints-en-Puisaye est catégorisée commune rurale à habitat dispersé, selon la nouvelle grille communale de densité à sept niveaux définie par l'Insee en 2022.
Elle est située hors unité urbaine et hors attraction des villes,.

### Occupation des sols
L'occupation des sols de la commune, telle qu'elle ressort de la base de données européenne d’occupation biophysique des sols Corine Land Cover (CLC), est marquée par l'importance des territoires agricoles (86,8 % en 2018), une proportion identique à celle de 1990 (86,8 %). La répartition détaillée en 2018 est la suivante : 
terres arables (60,5 %), prairies (22,3 %), forêts (11,5 %), zones agricoles hétérogènes (4 %), zones urbanisées (1,7 %). L'évolution de l’occupation des sols de la commune et de ses infrastructures peut être observée sur les différentes représentations cartographiques du territoire : la carte de Cassini (XVIIIe siècle), la carte d'état-major (1820-1866) et les cartes ou photos aériennes de l'IGN pour la période actuelle (1950 à aujourd'hui).

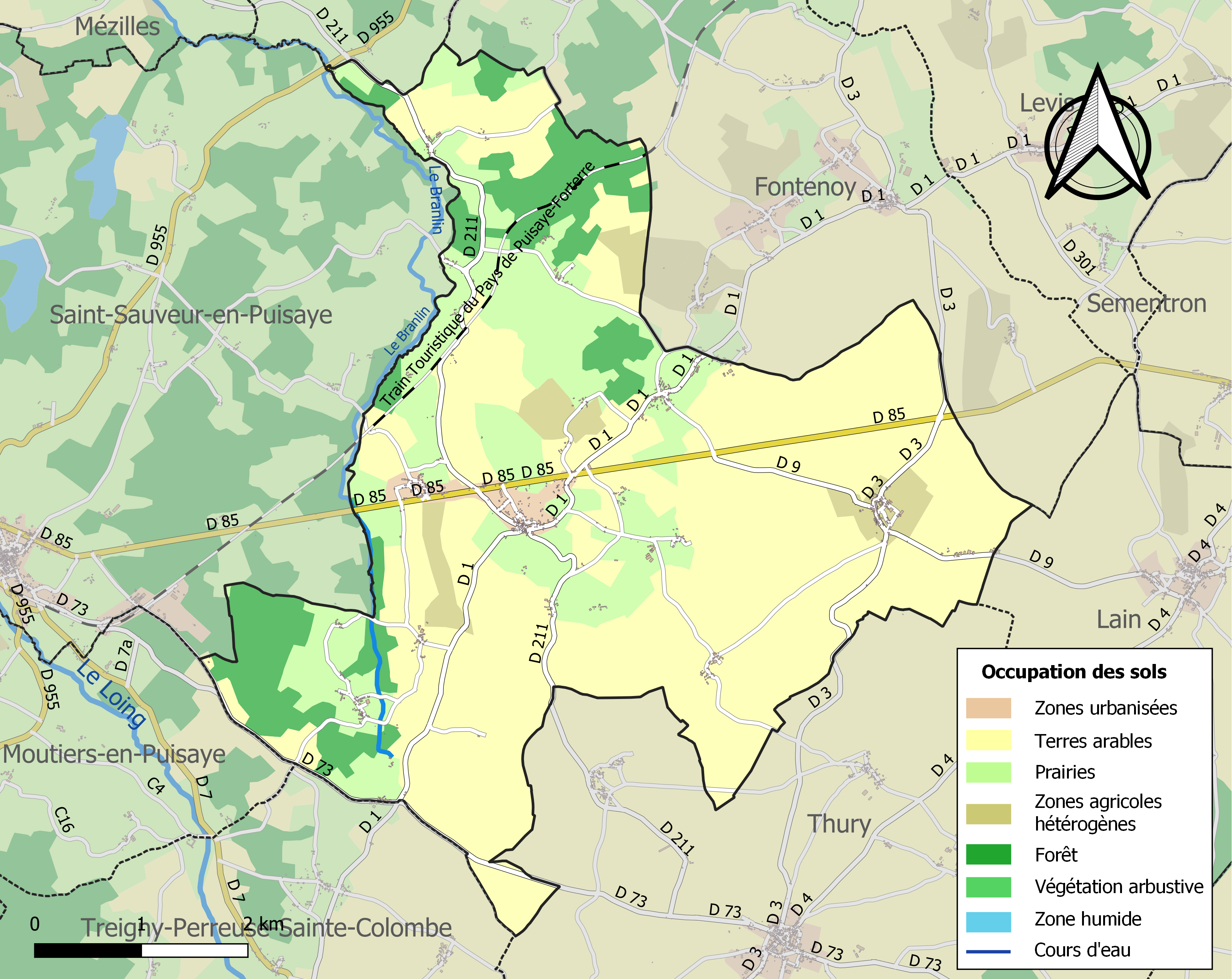
Carte des infrastructures et de l'occupation des sols de la commune en 2018 (CLC).

## Histoire
Vers l’an 274 du temps de l’empereur romain Aurélien, un groupe de chrétiens sous la conduite de leur chef Priscus est massacré à Saints, qui se nommait alors Cociacus. Quelques chrétiens échappés reviennent ensuite et cachent secrètement les corps sanglants de leurs frères. Ces restes demeurent enfouis pendant deux siècles.

Au Ve siècle (vers l’an 444), saint Germain, évêque d'Auxerre, découvre le puits mortuaire contenant le corps sans tête de saint Prix et les corps de ses compagnons. Il élève là un monastère qu'il appelle Cociaco (Cociacense ad Sanctos, du nom du bourg existant) ; Cociaco devient alors Coucy-les-Saints, puis Saints. Le pays de Saints a gardé la mémoire de ces événements lointains : fin XIXe siècle, le chemin où saint Prix a été capturé et maltraité est toujours le « chemin de la Male rue » ; il relie le hameau de la Malerue à Saints (ce chemin est de nos jours devenu la départementale D1). Le champ où saint Prix a été décapité s'appelait « le champ de saint Prix » jusqu'à la fin du XIXe siècle.

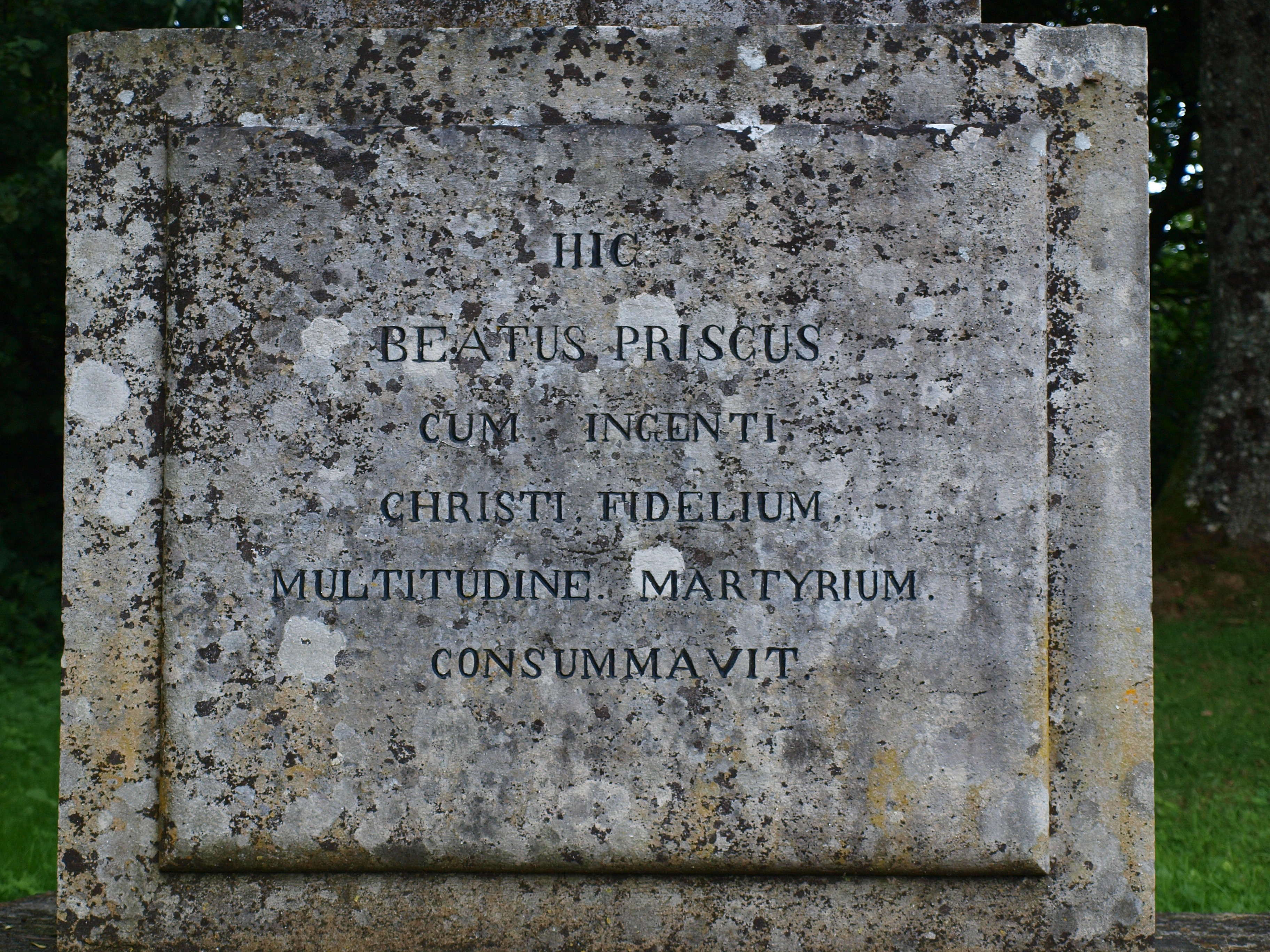
Plaque commémorative saint Prix

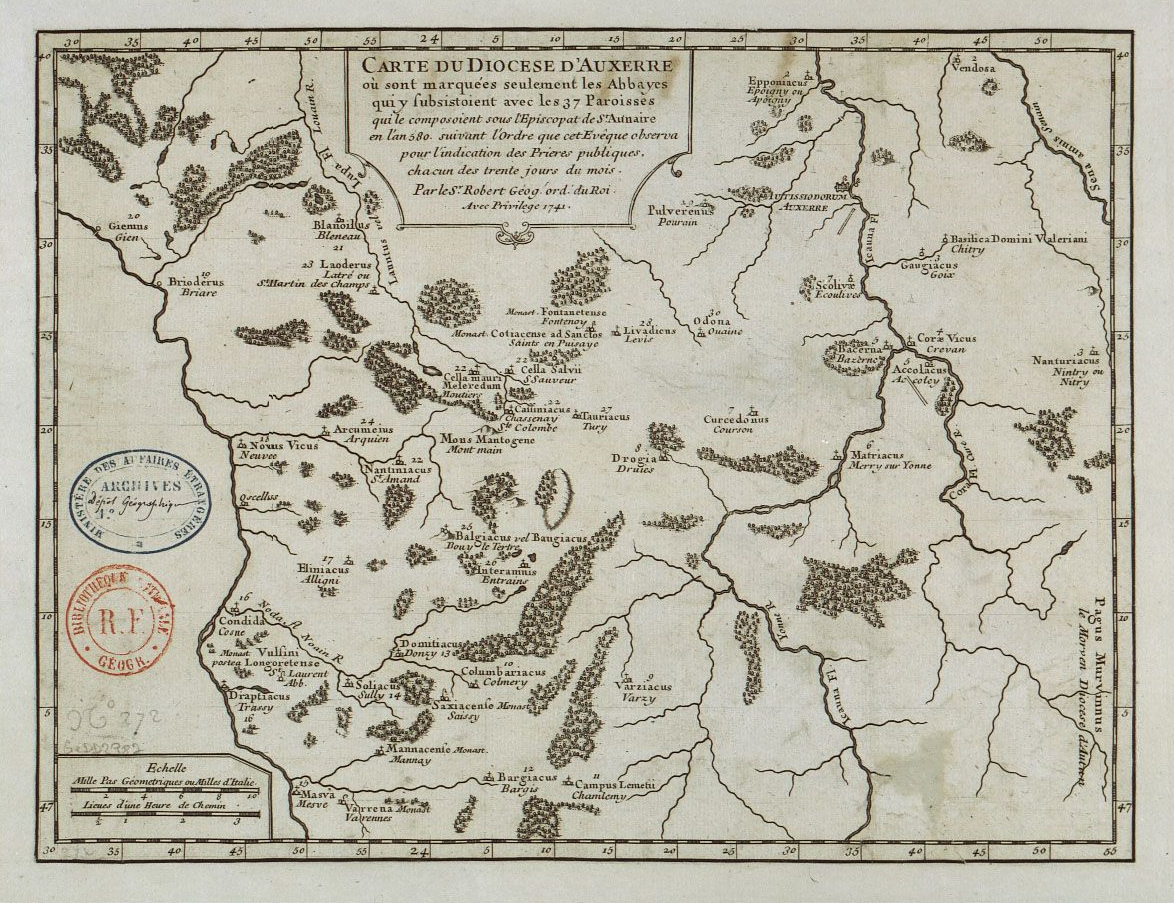
Diocèse d'Auxerre en l'an 580 sous l'épiscopat d'Aunaire (carte établie en 1741)Cotiacense ad Sanctos est sous le cartouche supérieur.

Le monastère de Coucy-les-Saints (Cotiacense ad Sanctos) est mentionné dans les règlements liturgiques de l'évêque Aunaire vers 580/585.
Vers l'an 800 un certain Ermenold, que la Geste des évêques d'Auxerre nomme comme premier comte de l'Auxerrois, remplace l'ermitage de Saint-Sauveur dit "cella Salvii", par un grand monastère qu'il met sous la protection de l'église cathédrale d'Auxerre. L'évêque du moment donne Cociacus à ce monastère de Saint-Sauveur.
Au cours de la Révolution française, la commune, qui portait le nom de Saints, fut provisoirement renommée Cousay-en-Puisaye. C'est en 2012 que fut adopté le nom de Saints-en-Puisaye.

## Politique et administration
| Période   | Période          | Identité      | Étiquette | Qualité                                                              |
| --------- | ---------------- | ------------- | --------- | -------------------------------------------------------------------- |
|           | 1974 (décès)     | André Noël    | PCF       |                                                                      |
| 1975      | 1979 (démission) | Henry Julian  | PCF       | Maire MdC de Restinclières de 1994 à 2001.                           |
| 1979      | mars 2008        | Guy Fromentin | PCF       |                                                                      |
| mars 2008 | En cours         | Jean Massé    | DVG       | Conseiller général du canton de Saint-Sauveur-en-Puisaye (2008-2015) |

## Démographie
L'évolution du nombre d'habitants est connue à travers les recensements de la population effectués dans la commune depuis 1793. Pour les communes de moins de 10 000 habitants, une enquête de recensement portant sur toute la population est réalisée tous les cinq ans, les populations de référence des années intermédiaires étant quant à elles estimées par interpolation ou extrapolation. Pour la commune, le premier recensement exhaustif entrant dans le cadre du nouveau dispositif a été réalisé en 2007.
En 2022, la commune comptait 546 habitants, en évolution de −4,38 % par rapport à 2016 (Yonne : −1,95 %, France hors Mayotte : +2,11 %).
| 1793  | 1800  | 1806  | 1821  | 1831  | 1836  | 1841  | 1846  | 1851  |
| ----- | ----- | ----- | ----- | ----- | ----- | ----- | ----- | ----- |
| 1 102 | 1 041 | 1 095 | 1 309 | 1 205 | 1 320 | 1 338 | 1 338 | 1 364 |

| 1856  | 1861  | 1866  | 1872  | 1876  | 1881  | 1886  | 1891  | 1896  |
| ----- | ----- | ----- | ----- | ----- | ----- | ----- | ----- | ----- |
| 1 347 | 1 320 | 1 330 | 1 288 | 1 292 | 1 368 | 1 301 | 1 186 | 1 176 |

| 1901  | 1906  | 1911  | 1921 | 1926 | 1931 | 1936 | 1946 | 1954 |
| ----- | ----- | ----- | ---- | ---- | ---- | ---- | ---- | ---- |
| 1 121 | 1 115 | 1 015 | 841  | 842  | 834  | 789  | 840  | 827  |

| 1962 | 1968 | 1975 | 1982 | 1990 | 1999 | 2006 | 2007 | 2012 |
| ---- | ---- | ---- | ---- | ---- | ---- | ---- | ---- | ---- |
| 807  | 805  | 632  | 585  | 549  | 570  | 589  | 592  | 587  |

| 2017 | 2022 | - | - | - | - | - | - | - |
| ---- | ---- | - | - | - | - | - | - | - |
| 561  | 546  | - | - | - | - | - | - | - |

## Culture et patrimoine

### Lieux et monuments
- L'église Saint-Prix de Saints est classée au titre des Monuments historiques depuis 1983[27]
- Le moulin du Vanneau à Vanneau.
- Le train touristique de Puisaye-Forterre traverse le nord-ouest de la commune. Il relie le four à poterie de Moutiers-la-Bâtisse à Villiers-Saint-Benoit en passant par Toucy, en 33,4 km. Son circuit est complété par le cyclorail de Puisaye-Forterre[28], le plus long de France.

### Personnalités liées à la commune
- Saint Prix[18],[29],[N 2].

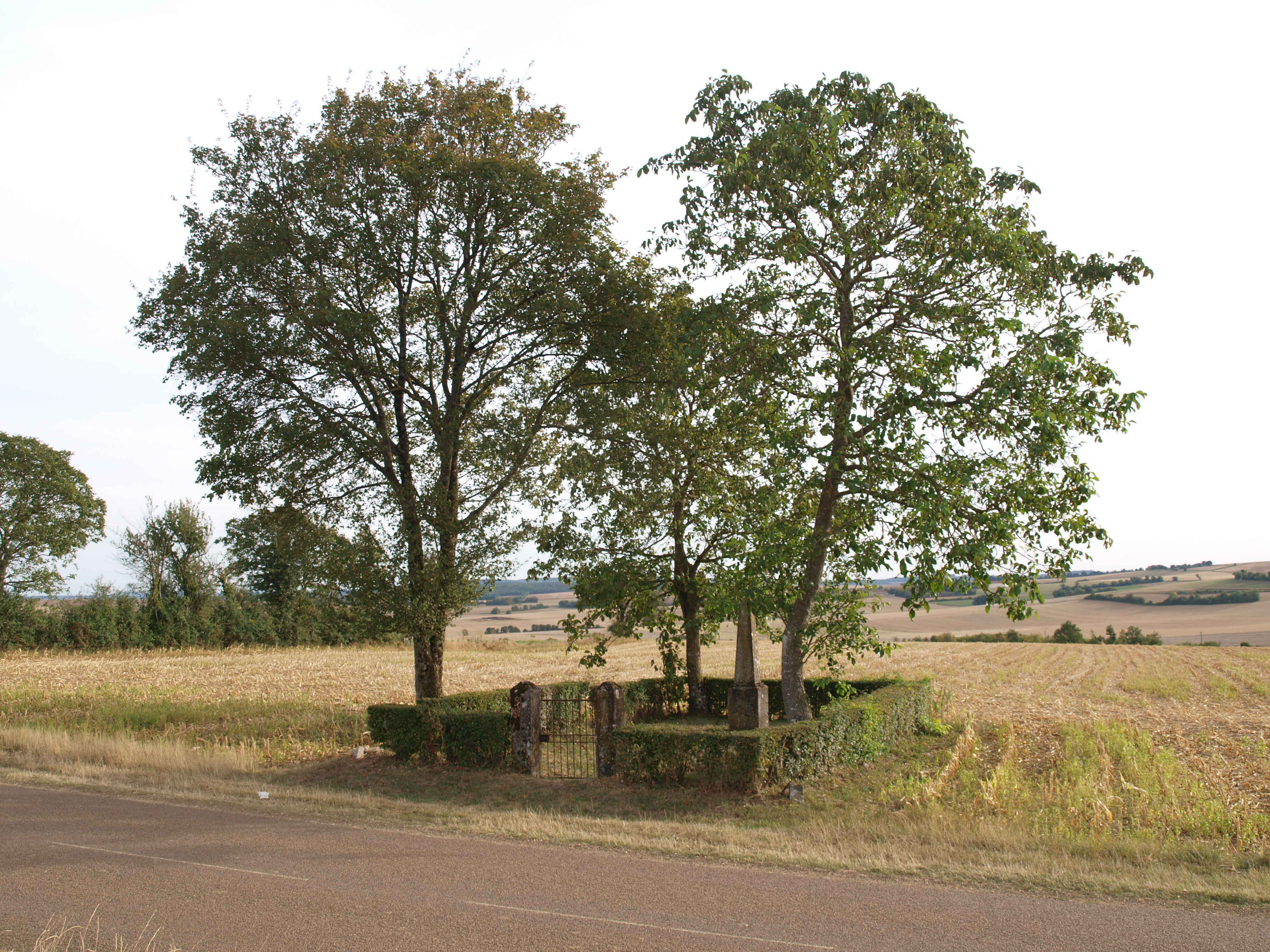
Tombe de Alfred Saison.

- Alfred Saison, résistant au coup d’État du 2 décembre 1851, transporté politique en Algérie, décédé le 14 mai 1889 et dont la tombe, qui recueille ses restes mortels, se situe près du lieu-dit « Le Buisson-Héry » (47° 37′ 10″ N, 3° 18′ 43″ E).
- Pierre de Longueil, évêque d'Auxerre au XVe siècle.
- Émile-Justin Merlot (1839-1900), peintre né à Saints-en-Puisaye.

## Pour approfondir